# 布利斯布吕克
布利斯布吕克（法語：Bliesbruck，法語發音：[blizbʁyk]）是法国摩泽尔省的一个市镇，属于萨尔格米讷区。

## 地理
布利斯布吕克（49°6'56"N, 7°10'50"E）面积10.88 平方千米，位于法国大東部大區摩泽尔省，该省份为法国东北部内陆省份，是洛林的一部分，西南接默尔特-摩泽尔省，东临下莱茵省，北与卢森堡和德国接壤。
与布利斯布吕克接壤的市镇（或旧市镇、城区）包括：布利斯埃贝尔桑、大雷代尔尚、奥伯盖尔巴赫、维斯维莱尔、沃尔夫兰-莱萨尔格米讷。
布利斯布吕克的时区为UTC+01:00、UTC+02:00（夏令时）。

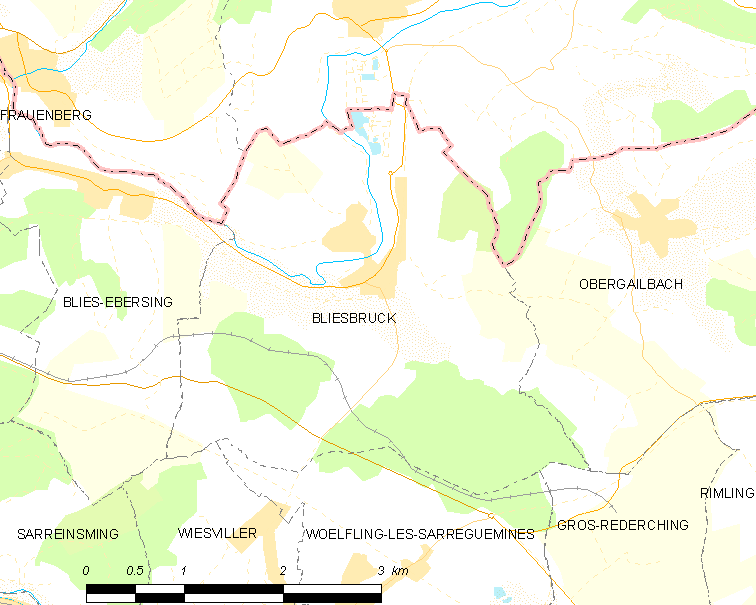
布利斯布吕克的OSM定位图

## 行政
布利斯布吕克的邮政编码为57200，INSEE市镇编码为57091。

## 政治
布利斯布吕克所属的省级选区为萨尔格米讷县。

## 人口

1962-2008年间布利斯布吕克人口变化图示

布利斯布吕克于2022年1月1日时的人口数量为976人。